# Voldemārs Vītols
Voldemārs Vītols (* 27. Januar 1911 in Riga; † 24. Februar 1980) war ein lettischer Hindernis- und Langstreckenläufer.
1934 wurde er bei den Leichtathletik-Europameisterschaften in Turin Zehnter über 5000 m.
Bei den Olympischen Spielen 1936 kam er über 3000 m Hindernis auf den siebten Platz.

## Persönliche Bestzeiten
- 5000 m: 14:54,9 min, 15. Juli 1937, Helsinki
- 3000 m Hindernis: 9:18,8 min, 8. August 1936, Berlin